# Kaiser-Lothar-Preis
De Kaiser-Lothar-Preis is een Duitse kunstprijs, die sinds 1958 wordt toegekend door de Europäischen Vereinigung Bildender Künstler aus Eifel und Ardennen (EVBK) in samenwerking met de stad Prüm. De prijs is vernoemd naar keizer Lotharius I.

## Achtergrond
Tijdens de Tweede Wereldoorlog werd de streek rond de Ardennen en Eifel zwaar getroffen, onder meer tijdens het Ardennenoffensief. In 1955 werd de Europäische Vereinigung Eifel-Ardennen (EVEA) opgericht, om grensoverscheidende samenwerking te bevorderen, onder meer door het opzetten van een uitwisselingsprogramma's voor jongeren. In 1957 vond in Prüm een congres van de EVEA plaats, waarvoor ook kunstenaars werden uitgenodigd. Dat leidde tot de oprichting van de Europäischen Vereinigung Bildender Künstler aus Eifel und Ardennen (EVBK), een vereniging van kunstenaars uit België, Duitsland, Frankrijk en Luxemburg.
In 1957 werd de Kaiser-Lothar-Preis ingesteld, die wordt geschonken door de stad Prüm. De prijs wordt toegekend aan kunstenaars die deelnemen aan de jaarlijkse tentoonstellingen van de EVBK. Een jury bestaande uit een voorzitter, twee EVBK-bestuursleden en twee kunstenaarsleden, maakt een selectie. Zij kijkt daarbij naar de betrokkenheid bij de Europese gedachte en contacten in de buurlanden, maar ook de artistieke ontwikkeling van de kunstenaars. Voor het het benoemen van een laureaat vraagt de jury toestemming aan de gemeenteraad van Prüm.

## Laureaten
- 1958 - Hanns Altmeier
- 1959 - Jupp Kuckartz
- 1960 - Roger Greisch
- 1961 - Michael Reuter
- 1962 - Reinhard Hess
- 1963 - Frantz Kinnen
- 1964 - Jean Thomas Debattice
- 1965 - Alphonse Kraemer
- 1966 - Kurt-Wolf von Borries
- 1967 - François Ambrosini
- 1968 - niet toegekend
- 1969 - Konrad Schaefer
- 1970 - Josef Geboers
- 1971 - Josef Sanke
- 1972 - Peter Lacroix
- 1973 - Rudi Scheuermann
- 1974 - niet toegekend
- 1975 - Carlfritz Nicolay
- 1976 - Jean Albert Dupont
- 1977 - Kurt Schwippert
- 1978 - Edmond Goergen
- 1979 - niet toegekend
- 1980 - Franz Josef Herold
- 1981 - Denise Manquillet-Schneider
- 1982 - Johann-Baptist Lenz
- 1983 - Emile Olivier
- 1984 - Christel Schneider
- 1985 - Paul Roettgers
- 1986 - Henri-Alain Lesprit
- 1987 - Franz Eichenauer
- 1988 - Adolf Christmann
- 1989 - Joseph Mégly
- 1990 - Franz Kött
- 1991 - Antonia Berning
- 1992 - Ferd Medinger
- 1993 - André Marie-Jean Paquet
- 1994 - Robert George
- 1995 - Fred Schäfer-Schällhammer
- 1996 - Raymond Baro
- 1997 - Gerdi Haas
- 1998 - Joseph Grosbusch
- 1999 - Maurice Potier
- 2000 - Jean Jaques Lucan
- 2001 - Karl-Heinz Hennerici
- 2002 - Pierre Doome
- 2003 - Artur Bozem
- 2004 - Manfred Freitag
- 2005 - Edmée Schmittel
- 2006 - Christoph Mancke
- 2007 - Antonio Máro
- 2008 - Marie Madeleine Bellenger
- 2009 - Franz-Josef Kochs
- 2010 - Johannes Wickert
- 2011 - Dieter Alexander Boeminghaus
- 2012 - niet toegekend
- 2013 - Ursula Hülsewig
- 2014 - Franziskus Wendels
- 2015 - Anna Recker
- 2016 - Werner Bitzigeio
- 2017 - Margot Sperling
- 2018 - Gerty Haas-Crasson
- 2019 - Martin Schöneich
- 2020/2021 - Hans Dieter Ahlert
- 2022 - Frank Buchna